# サミュエル・パリス
サミュエル・パリス（英語: Samuel Parris, 1653年 – 1720年2月27日）は、マサチューセッツ州セイラムのピューリタンの牧師で、セイラム魔女裁判で、異常な症状を見せた少女の一人の父親で、別の少女の叔父。